# Viktor Ullmann
(Viktor Ullmann)
Viktor Ullmann (Český Těšín, 1º gennaio 1898 – campo di concentramento di Auschwitz, 18 ottobre 1944) è stato un compositore, direttore d'orchestra e pianista austriaco, ebreo di origini slesiane, vittima dell'Olocausto.

## Biografia

### Infanzia e periodo giovanile: 1898-1919
Viktor Ullmann nacque il 1º gennaio 1898 a Těšín (Teschen), città appartenente al Ducato di Slesia nell'Impero austro-ungarico, oggigiorno suddivisa in Cieszyn (Polonia) e Český Těšín (Repubblica Ceca). Entrambi i genitori erano di origine e formazione ebrea ma, poco prima della nascita di Viktor, si convertirono al Cattolicesimo per agevolare la carriera militare di Maximilian, suo padre, ufficiale dell'esercito austriaco. David Schiff, compositore e scrittore, parla in questi termini del milieu ullmanniano: «Similmente agli ebrei di origine boema che assorbirono la cultura tedesca, come Kafka e Mahler, Ullmann visse una vita di estraniazioni, isolato dal nazionalismo ceco, dall'antisemitismo tedesco e dall'ortodossia ebrea».
Al fine di evitare gli spostamenti richiesti al padre dall'esercito, nel 1909 si trasferì con la madre, Malwine, a Vienna, dove frequentò il gymnasium. Complementarmente all'educazione scolastica, ebbe lezioni di piano da Eduard Steuermann e studiò teoria e composizione musicale, a partire dal 1914, con Josef Polnauer, allievo di Schönberg. Nel 1916 si arruolò volontario nell'esercito austriaco e venne schierato al Fronte italiano nella Undicesima battaglia dell'Isonzo, incarico per il quale ricevette una medaglia al valor militare e la promozione a tenente. Ritornato a Vienna nel 1918, si iscrisse alla Facoltà di Legge dell'Università di Vienna, dove seguì le lezioni di Wilhelm Jerusalem, filosofo e pedagogo ebreo austriaco, e venne accettato al seminario di composizione di Schönberg. Con il compositore austriaco studiò teoria della forma musicale, contrappunto e orchestrazione. Ullmann fu anche un eccellente pianista, sebbene mai ambì alla carriera solistica.
Nell'ottobre del 1917 Viktor Ullmann prese parte, nei pressi di Plezzo, alla dodicesima battaglia dell'Isonzo (Zwölfte Isonzoschlacht) come osservatore di artiglieria dell'Esercito austroungarico. Riassegnato nel dicembre 1917 al campo militare di Barcola, frazione di Trieste, nel marzo 1918 diede due concerti al Narodni Dom, uno dei quali di beneficenza in aiuto agli orfani di guerra. Durante il periodo triestino, Ullmann si appassionò alle opere di Rainer Maria Rilke e, in particolare, al poema Die Weise von Liebe und Tod des Cornet Christoph Rilke.

### Gli anni di Praga: 1920-1929
Nel maggio del 1919 sposò la compagna di corso Martha Koref e, alla fine dell'anno, abbandonò gli studi con Schönberg. Nel 1920 si unì allo staff del Teatro Nazionale di Praga come kapellmeister e répétiteur. Il suo mentore divenne Alexander von Zemlinsky che gli trasmise una formazione molto rigorosa, comprendente tanto il repertorio musicale tedesco che quello ceco. Sotto la guida di Zemlinsky, il 19 dicembre 1921 debuttò come conduttore con il Bastien und Bastienne di Mozart. Negli anni successivi, dal 1922 al 1927, diresse con successo molte rappresentazioni liriche e concerti tra cui, il 25 marzo 1925, la Symphonische Phantasie ("Fantasia sinfonica") da lui composta. Parallelamente agli impegni del Teatro Nazionale, Ullmann compose nuovi e innovativi lavori, come il Sieben Lieder mit Klavier op. 4 (1923), un Oktett (1924), la musica per la commedia Der Kreidekreis di Klabund (1925) e la prima versione delle Variationen und Doppelfuge über ein Klavierstück von Arnold Schönberg (1925). Tratte dal quarto dei Sei piccoli pezzi per pianoforte op. 19 del Maestro di Vienna e più note come Variazioni Schönberg, gli valsero poi, nella versione orchestrale op. 3b, il prestigioso Premio Emil Hertzka del 1934. Nella stagione lirica 1927-1928 venne nominato «primo kapellmeister» (direttore artistico) del Teatro dell'Opera di Aussig, l'odierna Ústí nad Labem. Per la prima volta nella posizione di decidere il programma, presentò un repertorio di notevole spessore, tra cui il Tristano e Isotta di Wagner, l'Arianna a Nasso di Strauss, Le nozze di Figaro di Mozart e il Jonny Spielt Auf di Křenek. Diresse anche alcuni componimenti sinfonici, su tutti la Sinfonia N. 9 di Schubert, dimostrando di essere un eccellente direttore, capace e rigoroso. Senza un apparente motivo o, più probabilmente, per dedicarsi totalmente alla composizione, nel 1928 fece ritorno a Praga. Il Concerto per Orchestra op. 4, altresì noto come Prima sinfonia o Sinfonietta (1928), venne apprezzato dal pubblico di Praga (1929) e Francoforte (1930), ma fu soprattutto la seconda versione delle Variazioni Schönberg, nell'esecuzione del pianista Franz Langer, che lo portò alla ribalta internazionale nel 1929 al festival IGNM (Internationale Gesellschaft für Neue Musik) di Ginevra. Nello stesso anno trovò impiego alla Schauspielhaus di Zurigo come Kapellmeister. L'incarico, che prevedeva anche la composizione di musiche per rappresentazioni teatrali, non si rivelò soddisfacente e segnò l'inizio di una profonda crisi intellettuale e spirituale, nonché creativa, che lo portò, nel 1931, a lasciare la capitale svizzera.

### Ullmann e l'antroposofia: 1929-1933
Nel 1929, assieme ad Alois Hába ed Erwin Schulhoff, Ullmann visitò il Goetheanum di Dornach, ponendo le basi per una radicale trasformazione interiore e iniziando quella che lui stesso definì «un'odissea». Nel 1931 si unì alla Società Antroposofica, il movimento mistico-cristiano fondato da Rudolf Steiner, e rinunciò temporaneamente alla carriera artistica per gestire una libreria antroposofica a Stoccarda. A dispetto del totale fallimento di questo tentativo imprenditoriale, il soggiorno in Germania fu un importante periodo di introspezione. Come lo stesso Ullmann spiegò in una lettera del 1931 all'amico Alban Berg: «...lavoro alla libreria per colmare un desiderio di vecchia data e fornire un supporto diretto al movimento antroposofico».

### Il ritorno a Praga: 1933-1938
Con l'ascesa al potere del Partito Nazionalsocialista, nel 1933 ritornò a Praga dove, privo di una collocazione stabile, lavorò alla radio cecoslovacca, scrisse libri e recensioni musicali, fu critico musicale, dette lezioni private e partecipò al programma della Internationale Gesellschaft für Musikerziehung. Nella capitale ceca compose la monumentale Der Sturz des Antichrist op. 9 ("La caduta dell'Anticristo"), tratta dall'omonimo dramma teatrale dello scrittore antroposofico Albert Steffen. L'opera, che prevede un organico composto da orchestra sinfonica, coro e nove solisti, è essenzialmente la rappresentazione della battaglia tra il bene e il male, ove l'Artista è l'unico personaggio capace di convogliare le forze necessarie per combattere l'egemonia dell'Anticristo. Composta tra giugno e dicembre del 1935, Der Sturz des Antichrist si aggiudicò il Premio Emil Hertzka del 1936. Nonostante il riconoscimento, tuttavia, l'opera non venne mai eseguita nel corso della vita di Ullmann a causa dell'insita connotazione anti totalitaristica. In questo periodo reincontrò Alois Hába, a cui era legato da comuni interessi e da una sincera amicizia. Con il compositore ceco, protagonista della musica microtonale, dal 1935 al 1937 studiò musica a quarti di tono e compose, come tesi del biennio, la Sonata für Viertelton–Klarinette und Viertelton–Klavier op. 16. Altri lavori apprezzabili del periodo praghese furono la 1. Klaviersonate ("Sonata per pianoforte n. 1") op. 10 (1936), i Sechs Lieder (Steffen) für Sopran und Klavier op. 17 (1937) e il 2. Streichquartett ("Secondo quartetto per archi") op. 7 (1935-1936), eseguito al festival IGNM di Londra del 1938. Le composizioni successive al 1938, come la Slawische Rhapsodie op. 24, il Klavierkonzert ("Concerto per pianoforte") op. 25 e l'opera Der zerbrochene Krug op. 36, non ebbero esecuzioni pubbliche a causa dei provvedimenti repressivi applicati dalla Germania nazista.

### Il periodo nazista: 1938-1942
In seguito all'istituzione del Protettorato di Boemia e Moravia nel 1939 che, di fatto, portò la Cecoslovacchia sotto il controllo tedesco, la situazione politica divenne progressivamente ostica. Le leggi di Norimberga, promulgate in Germania nel 1935, vennero estese a tutta la Repubblica Ceco-Slovacca e il governo di Praga applicò una serie di decreti antisemiti che esclusero gli Ebrei dalle istituzioni e dalla vita pubblica. Con l'invio di alcune lettere agli amici Albert Steffen, il librettista di Der Sturz des Antichrist, e Josef Trávníček, conosciuto ai tempi delle lezioni di Schönberg, Ullmann cercò di ottenere senza successo un visto di espatrio per la famiglia, ora composta dalla seconda moglie Annie Winternitz, sposata nel 1931, e dai tre figli Max, Johannes e Felicia. Nell'estate del 1939, sfumata ogni possibilità di fuga, Ullmann e Annie decisero di inviare Felicia e Johannes, i maggiori dei tre, in Inghilterra, scelta estrema, ma in quell'anno ancora consentita dai tedeschi.
Sebbene non smettesse di comporre e di pubblicare a sue spese alcuni nuovi lavori, la situazione personale progressivamente si aggravò. I rapporti con la moglie, da tempo tesi, si conclusero nel 1941 con la sentenza di divorzio e il compositore, apolide dal 1938, ritornò celibe, rendendolo particolarmente vulnerabile al rischio di deportazione. In un ultimo disperato tentativo per sfuggire ad un infausto destino, sposò la sua nuova compagna, Elisabeth Frank–Meissl, il 15 ottobre 1941. La comunità ebrea di Praga intervenne in suo aiuto ma la deportazione, già programmata per Łódź, venne soltanto sospesa provvisoriamente. L'anno seguente, l'8 settembre 1942 Ullman venne trasferito, assieme alla moglie, al campo di concentramento di Theresienstadt, un lager di raccolta e di transito (Durchgangslager) nel quale venivano "reinsediati" gli ebrei del Protettorato di Boemia e Moravia in attesa della destinazione finale ai campi di sterminio orientali.

### Theresienstadt: 1942-1944
A Theresienstadt, sotto gli auspici della Freizeitgestaltung ("Amministrazione del tempo libero"), un organo che gestiva l'attività culturale e artistica della comunità ebraica internata, Ullmann organizzò incontri, rappresentazioni teatrali e concerti. Come compositore fu eccezionalmente prolifico e scrisse un totale di ventiquattro lavori, ventuno dei quali sono stati preservati. Tra questi, tre sonate per pianoforte, un quartetto per archi, arrangiamenti corali su testi ebrei, l'opera in atto unico Der Kaiser von Atlantis e la sua ultima composizione, il melodramma Die Weise von Liebe und Tod des Cornets Christoph Rilke ("Il canto d'amore e morte dell'alfiere Christoph Rilke"), tratto dall'omonimo poema di Rilke.
Ullmann fu influente anche come pianista, critico musicale e docente. Fondò e diresse lo Studio für neue Musik, esaminando e promuovendo il lavoro dei compositori più giovani presenti al campo. I ventisei scritti rimasti degli eventi musicali messi in scena a Theresienstadt, forniscono un'importante retrospettiva della sorprendente vita artistica sviluppata all'interno del campo. Le attività culturali venivano permesse, tanto da prosperare, perché davano al potere nazista un efficace veicolo di propaganda così da raggirare il mondo esterno circa le reali condizioni di vita a Theresienstadt, documentato come «campo modello» dalla Croce rossa internazionale nel film Theresienstadt. Ein Dokumentarfilm aus dem jüdischen Siedlungsgebiet (giugno 1944). Dietro la facciata creata dal regime, tuttavia, i reclusi erano soggetti ai medesimi stenti e brutalità degli altri campi di concentramento, come inedia, malattie, torture ed esecuzioni capitali.
Tra settembre e ottobre 1944, ebbero luogo deportazioni di massa da Theresienstadt ad Auschwitz. Viktor Ullmann venne trasferito il 16 ottobre 1944 e trovò la morte nelle camere a gas, probabilmente il 18 ottobre. Anche il figlio Maximilian, di soli 12 anni, venne ucciso ad Auschwitz, in una canera a gas, il 23 ottobre, pochi giorni dopo il padre.

## Ullmann nei media
Il 2 ottobre 2012, Der Kaiser von Atlantis è andato in scena, con la regia di Lino Marrazzo, la direzione di Davide Casali e le scene del pittore Endri Kosturi, alla Risiera di San Sabba (Trieste), in quello che fu l'unico campo di concentramento sul territorio italiano e dell'Europa occidentale occupata a essere dotato di un forno crematorio.
Nel 2015 Ioannis Grigoropoulos e Michalis Aristidou hanno realizzato il documentario Viktor Ullmann: Biography of a recording. Nel documentario, che trae lo spunto dalla registrazione nel 2014 da parte della pianista spagnola Maria Garzon delle 7 sonate per pianoforte scritte da Ullmann e finora inedite, Alice Herz-Sommer,  Edith Kraus, due pianiste amiche del compositore sopravvissute all'olocausto, insieme a molti altri, parlano di Viktor Ullmann e del suo lavoro. Le due pianiste avevano eseguito le sonate mentre erano recluse nel campo di Terezin insieme a Ullman.

## Cronologia
| Data    | Evento |
| 1898    | Nascita a Teschen (1º gennaio).                                                                                    |
| 1909-16 | Trasferimento a Vienna; istruzione secondaria.                                                                     |
| 1916-18 | Servizio militare; invio al fronte; promozione a tenente.                                                          |
| 1918    | Facoltà di legge all'Università di Vienna; lezioni con Wilhelm Jerusalem; seminario di composizione con Schönberg. |
| 1920    | Kapellmeister e répétiteur con Alexander von Zemlinsky al Teatro Nazionale di Praga.                               |
| 1922-27 | Direttore d'orchestra al Teatro Nazionale di Praga.                                                                |
| 1925    | Variazioni Schönberg per pianoforte.                                                                               |
| 1927-28 | Direttore d'orchestra a Ústí nad Labem (Aussig).                                                                   |
| 1929    | Seconda versione delle Variazioni Schönberg, presentate all'Internationale Gesellschaft für Neue Musik di Ginevra. |
| 1929-31 | Kapellmeister e compositore alla Schauspielhaus di Zurigo.                                                         |
| 1931-33 | Membro della Società Antroposofica e libraio a Stoccarda.                                                          |
| 1933    | Ritorno a Praga.                                                                                                   |
| 1934    | Premio Emil Hertzka per la versione orchestrale delle Variazioni Schönberg.                                        |
| 1935-37 | Studi di composizione con Alois Hába.                                                                              |
| 1936    | Premio Emil Hertzka per Der Sturz des Antichrist.                                                                  |
| 1938    | Esecuzione del Secondo quartetto per archi op. 7 all'Internationale Gesellschaft für Neue Musik di Londra.         |
| 1939    | Istituzione del Protettorato di Boemia e Moravia; decreti antisemiti a Praga.                                      |
| 1942    | Deportazione al campo di concentramento di Theresienstadt (8 settembre).                                           |
| 1942-44 | Theresienstadt: attivo come compositore, direttore, pianista, insegnante e critico musicale.                       |
| 1944    | Morte ad Auschwitz (18 ottobre), due giorni dopo il trasferimento da Theresienstadt.                               |

## Opere
Alcune composizioni sono andate perdute. Certamente lo sono le opere non pubblicate del periodo pre Theresienstadt, con l'unica eccezione di Der Sturz des Antichrist. Lo stesso Ullmann poi, dallo spirito fortemente autocritico, era solito ricomporre, rinominare o anche abiurare i lavori da lui scritti. A metà del 1942, poco prima della deportazione, Ullmann redasse un catalogo completo delle proprie composizioni a cui, unitamente ai titoli dei lavori già noti, assegnò i numeri d'opera progressivi (1-41). Tale elenco, su cui si basa la ricostruzione della produzione antecedente a Theresienstadt, è di inestimabile lavoro alla luce delle partiture non più ritrovate, sebbene lo stesso evidenzi anche l'entità di quelle mancanti a causa della guerra e delle persecuzioni.
Delle seguenti tabelle, la prima si riferisce alle opere composte a Praga e utilizza la numerazione Opus citata nell'elenco di Ullmann (1942) nonché, per un confronto, quella del catalogo di Riemann (1929). La seconda cita le opere composte a Theresienstadt e riporta i numeri d'Opus quando bibliograficamente presenti. L'ordine è essenzialmente cronologico e tiene conto delle ricerche più recenti di Verena Naegele (2002) e Ingo Schultz (2008). Le datazioni incerte sono indicate con il simbolo (?).

### Le opere di Praga
| Numerazione | Opera                                                                                           | Anno        | Numerazione Riemann | Note |
| ----------- | ----------------------------------------------------------------------------------------------- | ----------- | ------------------- | --- |
|             | Drei Männerchöre a cappella                                                                     | 1919        | Opus 1              | |
|             | Lieder mit Orchester                                                                            | 1921        | Opus 2              | |
|             | Abendlied (Claudius) für Chor, Soli und Orchester                                               | 1922        | Opus 3              | |
|             | Musik zu einem Märchenspiel (Weihnachtsspiel Wie Klein Else das Christkindlein suchen ging)     | 1922        |                     | Prima esecuzione Praga, 1922. |
|             | Sieben Lieder mit Klavier                                                                       | 1923        | Opus 4              | Prima esecuzione Praga, 1922. Festival IGNM (Internationale Gesellschaft für Neue Musik) Praga, 1924.                                                                        |
| Opus 1      | 1. Streichquartett                                                                              | 1923        | Opus 5              | Prima esecuzione Praga, 1927. |
|             | Sieben Lieder mit Kammerorchester                                                               | 1924        | Opus 6              | Prima esecuzione Praga, 1924. |
|             | Symphonische Phantasie (Solokantate für Tenor und Orchester)                                    | 1924        | Opus 7              | Prima esecuzione Praga, 1925. |
|             | Bühnenmusik zu Der Kreidekreis (Klabund)                                                        | 1924        |                     | Prima esecuzione Praga, 1925. |
| Opus 19, 4  | (21) Variationen und Doppelfuge über ein kleines Klavierstück von Schönberg                     | 1925        | Opus 9              | Prima esecuzione Praga, 1926. |
| Opus 2      | Oktett (Oktettino)                                                                              | 1924        | Opus 8              | Prima esecuzione Praga, 1926. |
|             | Trio für Holzbläser                                                                             | 1926        | Opus 10             | |
| Opus 4      | Konzert für Orchester (1. Symphonie - Symphonietta)                                             | 1928        | Opus 11             | Prima esecuzione Praga, 1929. |
|             | (5) Variationen und Doppelfuge über ein kleines Klavierstück von Arnold Schönberg (für Klavier) | 1929        |                     | Prima esecuzione Praga, 1929. Festival IGNM (Internationale Gesellschaft für Neue Musik) Ginevra, 1929. Preservata trascrizione effettuata da un copista di Praga.           |
| Opus 5      | Sieben kleine Serenaden für Gesang und 12 Instrumente (Text: Ullmann)                           | 1929        |                     | Prima esecuzione Francoforte sul Meno, 1931. |
| Opus 6      | Peer Gynt (Ibsen). Opera                                                                        | 1927-29     |                     | Completata dopo il 1938. |
| Opus 3a     | (9) Variationen und Doppelfuge über ein Thema von Arnold Schönberg für Klavier                  | 1933-34     |                     | Autopubblicate a Praga, 1939. |
| Opus 3b     | Variationen, Phantasie und Doppelfuge über ein kleines Klavierstück von Schönberg für Orchester | 1933-34     |                     | Premio Emil Hertzka, 1934. Prima esecuzione Praga 1938. Preservate trascrizioni di alcune parti orchestrali effettuate da due copisti di Praga.                              |
| Opus 7      | 2. Streichquartett                                                                              | 1935        |                     | Prima esecuzione Praga, 1936. Festival IGNM (Internationale Gesellschaft für Neue Musik) Londra, 1938.                                                                       |
| Opus 8      | (Sieben) Elegien für Sopran und Orchester                                                       | 1935        |                     | Prima esecuzione Praga, 1936 (3 elegie). Numerate come Opus 8, 2 sulla copia autografata Schwer ist's das Schöne zu lasse (Steffen).                                         |
| Opus 9      | Der Sturz des Antichrist. Bühnenweihefestspiel in 3 Akten (Steffen)                             | 1935        |                     | Premio Emil Hertzka. Preservate la partitura e una trascrizione per pianoforte, entrambi in originale.                                                                       |
| Opus 10     | 1. Klaviersonate                                                                                | 1936        |                     | Autopubblicata a Praga, 1936. Prima esecuzione Praga, 1936. Festival IGNM (Internationale Gesellschaft für Neue Musik) New York, 1941.                                       |
| Opus 11     | Chinesische Melodramen (Galgenlieder)                                                           | 1936        |                     | Prima esecuzione Praga, 1936 (4 pezzi). |
| Opus 12     | Huttens letzte Tage (C.F. Meyer), lyrische Symphonie für Tenor, Bariton und Orchester           | 1936-37 (?) |                     | |
| Opus 13     | Missa symphonica für Chor, Soli, Orchester und Orgel (zu Ehren des Erzengels Michael)           | 1936        |                     | |
| Opus 14     | Drei Chöre a cappella (Rosenkreuzer-Kantate)                                                    | 1936        |                     | |
| Opus 15     | Oster-Kantate (Kammer-Kantate) für gemischten kleinen Chor und 6 Instrumente                    | 1936        |                     | |
| Opus 16     | Sonate für Viertelton-Klarinette und Viertelton-Klavier                                         | 1936        |                     | Prima esecuzione Praga, 1937. Preservata unicamente la parte per clarinetto, in originale.                                                                                   |
| Opus 17     | Sechs Lieder (Steffen) für Sopran und Klavier                                                   | 1937        |                     | Autopubblicati a Praga, 1937. Prima esecuzione Praga, 1937. |
| Opus 18     | Lieder (Kraus, Goethe, Novalis) (Liederzyklus II)                                               | 1937 (?)    |                     | |
| Opus 19     | 2. Klaviersonate                                                                                | 1938-39     |                     | Autopubblicata a Praga, 1939. Prima esecuzione Praga, 1940. |
| Opus 3c     | Variationen und Doppelfuge über ein Thema von Arnold Schönberg                                  | 1939        |                     | Preservata copia fotostatica del manoscritto. |
| Opus 20     | Geistliche Lieder für hohe Stimme und Klavier                                                   | 1939-40     |                     | Autopubblicati a Praga, 1940. Prima esecuzione Praga, 1940. |
| Opus 21     | Lieder (Březina)                                                                                | 1929-39 (?) |                     | |
| Opus 22     | Kinderlieder                                                                                    | 1939-40 (?) |                     | |
| Opus 23     | Der Gott und die Bajadere (Goethe) für Bariton und Klavier                                      | 1940 (?)    |                     | Prima esecuzione Praga, 1940. |
| Opus 24     | Slawische Rhapsodie für Orchester und obligates Saxophon                                        | 1939-40     |                     | Autopubblicata a Praga, 1940 (come Opus 23). |
| Opus 25     | Klavierkonzert                                                                                  | 1939        |                     | Autopubblicato a Praga, 1940. Preservato il manoscritto. |
| Opus 26     | Fünf Liebeslieder (Huch) für Sopran und Klavier                                                 | 1939        |                     | Autopubblicati a Praga, 1939. |
| Opus 27     | Lieder des Prinzen Vogelfrei (Nietzsche)                                                        | 1940        |                     | |
| Opus 28     | 3. Klaviersonate                                                                                | 1940        |                     | Autopubblicata a Praga, 1940 (come Opus 26). |
| Opus 29     | Drei Sonette aus dem Portugiesischen (Barett Browning / Rilke) für Sopran und Klavier           | 1940        |                     | Autopubblicati a Praga, 1940. Prima esecuzione Praga, 1940. |
| Opus 30     | Liederbuch des Hafis für Bass und Klavier                                                       | 1940        |                     | Autopubblicato a Praga, 1940. Prima esecuzione Praga, 1940. Tratto da (DE) Hans Bethge, Nachdichtungen der Lieder und Gesänge des Hafis Vol. 2, Leipzig, Insel Verlag, 1910. |
| Opus 31     | Nachlese (Lieder)                                                                               | 1940 (?)    |                     | |
| Opus 32     | Krieg. Kantate für Bariton                                                                      | 1940 (?)    |                     | |
| Opus 33     | Die Heimkehr des Odysseus. Opera                                                                | 1940-41 (?) |                     | |
| Opus 34     | Six Sonnets (Labé) für Sopran und Klavier                                                       | 1941        |                     | Autopubblicati a Praga, 1941. |
| Opus 35     | Sechs Gesänge für Alt oder Bariton und Klavier                                                  | 1941 (?)    |                     | |
| Opus 36     | Der zerbrochene Krug (Kleist). Opera                                                            | 1941-42     |                     | Autopubblicato a Praga, 1942. |
| Opus 37     | Drei Lieder (C.F. Meyer) für Bariton und Klavier                                                | 1942        |                     | Prima esecuzione Theresienstadt, 1943. Preservato il manoscritto (riscritto a Theresienstadt).                                                                               |
| Opus 38     | 4. Klaviersonate                                                                                | 1941        |                     | Autopubblicata a Praga, 1941. |
| Opus 39     | Sonate für Violine und Klavier                                                                  | 1937 (?)    |                     | Preservata unicamente una trascrizione della parte per violino. Prima esecuzione programmata a Praga, 1938.                                                                  |
| Opus 40     | Konzertarie (aus Goethes Iphigenie)                                                             | 1942 (?)    |                     | |
| Opus 41     | Sechs Lieder (H.G. Adler)                                                                       | 1942 (?)    |                     | |

### Le opere di Theresienstadt
| Numerazione | Opera | Anno    | Note |
| ----------- | --- | ------- | --- |
|             | Drei Lieder für Bariton (C.F. Meyer)                                                                               | 1942    | Vedi Opus 37. Ultimati prima del 4 novembre 1942. |
| Opus 46     | 3. Streichquartett (in einem Satz)                                                                                 | 1943    | Ultimato prima del 23 gennaio 1943. Preservata copia del manoscritto. |
|             | Herbst (G. Trakl) für Sopran und Streichtrio                                                                       | 1943    | Ultimato prima del 24 gennaio 1943. Preservato il manoscritto. |
|             | (2) Lieder der Tröstung (Steffen) für tiefe Stimme und Streichtrio                                                 | 1943    | Preservato il manoscritto. |
|             | Zehn jiddische und hebräische Chöre (Frauen-, Männer- und gem. Chor)                                               | 1943    | Preservata trascrizione effettuata dai copisti di Theresienstadt. |
|             | Bühnenmusik zu einem Francois Villon-Spiel                                                                         | 1943    | Prima esecuzione Theresienstadt, 20 luglio 1943. |
|             | Wendla im Garten (Wedekind) für Singstimme und Klavier                                                             | 1943    | Ultimata prima del 1º luglio 1943. Preservato il manoscritto. |
| Opus 45     | 5. Klaviersonate                                                                                                   | 1943    | Ultimata prima del 27 giugno 1943. Preservato il manoscritto. |
|             | (2) Hölderlin-Lieder für Singstimme und Klavier                                                                    | 1943-44 | Preservato il manoscritto. |
|             | Immer inmitten (H.G. Adler). Kantate für Mezzo-Sopran und Klavier                                                  | 1943    | Prima esecuzione Theresienstadt, 30 ottobre 1943. Preservato il manoscritto di due canzoni.                                                                                    |
| Opus 49     | 6. Klaviersonate                                                                                                   | 1943    | Ultimata prima del 1º agosto 1943. Prima esecuzione Theresienstadt, 30 ottobre 1943. Preservata copia del manoscritto. Stesso numero d'Opus del Der Kaiser von Atlantis.       |
| Opus 47     | Der Mensch und sein Tag (H.G. Adler). 12 Lieder für Singstimme und Klavier                                         | 1943    | Ultimati prima del 4 settembre 1943. Preservato il manoscritto. |
|             | Chansons des enfents francaises für Stimme und Klavier.                                                            | 1943    | Preservato il manoscritto di un lieder (Little Cakewalk). Data della dedica: 27 settembre 1943.                                                                                |
|             | Drei chinesische Lieder für Singstimme und Klavier.                                                                | 1943    | Ultimati prima dell'ottobre 1943. Preservato il manoscritto di due lieder. |
| Opus 49     | Der Kaiser von Atlantis oder Die Tod-Verweigerung. Spiel in einem Akt (Libretto: Peter Kien)                       | 1943-44 | Iniziato a giugno/luglio 1943. Ultimato il 13 gennaio 1944. Revisione agosto 1944 (Wahnsinns-Terzett). Preservato il manoscritto. Stesso numero d'Opus della 6. Klaviersonate. |
|             | Don Quixote. Ouverture für Klavier (Particell)                                                                     | 1943    | Ultimato prima del 21 marzo 1944. Preservato il manoscritto. |
|             | Vorwort zu Der 30. Mai 1431. Libretto zu einer Jeanne d'Arc-Oper (2 Akte)                                          | 1944    | Data della prefazione: 16 maggio 1943. Preservato il manoscritto. |
| Opus 53     | Drei jiddische Lieder für Singstimme und Klavier                                                                   | 1944    | Data del primo lieder: 25 maggio 1944. Preservato il manoscritto. |
|             | Die Weise von Liebe und Tod des Cornets Christoph Rilke. 12 Stücke für Sprecher und Orchester oder Klavier (Bozza) | 1944    | Ultimato prima del 12 luglio 1944. Prima esecuzione Theresienstadt, prima del 28 settembre 1944. Preservato il manoscritto.                                                    |
|             | 7. Klaviersonate                                                                                                   | 1944    | Data sul titolo: 22 agosto 1944. Preservato il manoscritto. |
|             | Abendphantasie (Hölderlin) für Singstimme und Klavier                                                              | 1944    | Preservato il manoscritto. |
| Opus 54     | Kadenzen zu Beethovens Klavierkonzerten (Nr. 1 und 3)                                                              | 1944    | Preservato il manoscritto. |
|             | Eliahu hanawi. Ann Olin. Drei hebräische Knaben-Chöre (a cappella)                                                 | 1944    | Preservata trascrizione effettuata da un copista di Theresienstadt. |